# Hurlingham Club
Der Hurlingham Club ist ein exklusiver Gentlemen’s Club in Fulham, einem Stadtteil von London. Sein Hauptaugenmerk liegt beim Sport. Der Club besitzt ein 16 Hektar großes Gelände mit einem Clubhaus im georgianischen Stil.
Das Clubhaus entstand 1760 als Landsitz des Arztes William Cadogan. Gegründet wurde der Club im Jahr 1869, um auf dem weitläufigen Gelände Wettbewerbe im Taubenschießen durchführen zu können. Der Prince of Wales, der spätere König Edward VII., war eines der ersten Mitglieder; der begeisterte Schütze verhalf dem Club von Beginn weg zu hohem Ansehen.
1874 fand auf dem Clubgelände das erste Polo-Spiel statt. Zu diesem Zweck musste das Clubgelände erweitert werden. In den folgenden Jahren entwickelte sich der Hurlingham Polo Club zum führenden Polo-Verein in Großbritannien, war zugleich Hauptsitz des britischen Verbandes und legte die maßgeblichen Regeln fest. 1908 fanden im Hurlingham Club die Polo-Wettbewerbe der Olympischen Sommerspiele 1908 statt.
Weitere Sportarten kamen hinzu, so z. B. 1877 Tennis und um 1900 Croquet. Während einer Überschwemmung der Themse im Jahr 1928 stand das Clubgelände bis zu zwei Meter unter Wasser. In den 1930er Jahren kamen ein Schwimmbad und Squashplätze hinzu. Während des Zweiten Weltkriegs war im Clubhaus eine Flugabwehreinheit stationiert und das Polo-Spielfeld wurde in einen Gemüsegarten umfunktioniert. Die Londoner Stadtbehörden erwarben das Spielfeld und wandelten es in einen öffentlich zugänglichen Park um; damit endete die Polo-Tradition. Der Polo-Weltverband trägt heute den Namen Hurlingham Polo Association.